# منطقه فانوم دونگ راک
فانوم دونگ راک (تای: พนมดงรัก) جنوب‌غربی‌ترین بخش از استان سورین در شمال‌شرقی تایلند است.

## تاریخچه
این ناحیه در روز ۱ آوریل ۱۹۹۵، از منطقه کاپ‌ چوئنگ جدا شد و به منطقه فرعی تبدیل شد‌.
در روز ۱۵ مه ۲۰۰۷، همه ۸۱ منطقه فرعی به منطقه کامل ارتقا یافتند. در روز ۲۴ اوت همان سال این ارتقای نواحی به طور رسمی اعلام شد.